# La Palma (Coahuila)
La Palma es una localidad del estado mexicano de Coahuila. Es parte del municipio de Torreón.

## Demografía
| Gráfica de evolución demográfica |
|                                  |

| Censo | Población |
| ----- | --------- |
| 1940  | 414       |
| 1950  | 595       |
| 1960  | 709       |
| 1970  | 639       |
| 1980  | 880       |
| 1990  | 1 058     |
| 2000  | 1 082     |
| 2010  | 1 242     |
| 2020  | 1 118     |